# Phlin
Phlin é uma comuna francesa na região administrativa de Grande Leste, no departamento de Meurthe-et-Moselle. Estende-se por uma área de 3,7 km². Em 2010 a comuna tinha 44 habitantes (densidade: 11,9 hab./km²).